# Axlagölen
Axlagölen är en sjö i Ronneby kommun i Blekinge och ingår i Vierydsåns huvudavrinningsområde.